# Abanilla
Abanilla település Spanyolországban, Murciában. Abanilla Fortuna, Jumilla, Pinoso, Algueña, Orihuela és Benferri községekkel határos. Lakosainak száma 6206 fő (2024).

## Népesség
A település népessége az elmúlt években az alábbi módon változott:
| Lakosok száma | 6033 | 6145 | 6568 | 6589 | 6569 | 6435 | 6158 | 6127 | 6146 | 6206 |
|               | 2001 | 2004 | 2007 | 2009 | 2012 | 2014 | 2017 | 2019 | 2022 | 2024 |